# Osiedle Przydziałki
Osiedle Przydziałki – osiedle miasta Konina, należące do dzielnicy Przydziałki. Osiedle to składa się z domów jednorodzinnych i jest ulicówką. Nieopodal przepływa rzeka Powa.